# Portada/efemèride desembre 2
Marina Viazovska
« 1 de desembre · 2 de desembre · 3 de desembre »